# Sebastian Kraupp
Sebastian Kraupp est un curleur suédois né le 20 mai 1985 à Stockholm. Il a remporté la médaille de bronze du tournoi masculin aux Jeux olympiques d'hiver de 2014 à Sotchi, en Russie.